# 頬骨神経
頬骨神経（きょうこつしんけい、ラテン語：nervus zygomaticus、英語名：zygomatic nerve、temporomalar nerve、orbital nerve）は、頬を持つ脊椎動物の頬骨に副って走る神経。
三叉神経第二枝である上顎神経の枝で、眼窩に入り、頬骨、側頭骨部の皮膚へと向かう。

## 構造
頬骨神経は翼口蓋窩（よくこうがいか、en）で分岐される。下眼窩裂（かがんかれつ、en）より眼窩に入り、眼窩後方にて頬骨側頭神経 (en) と頬骨顔面神経の二つの枝に分かれ、皮膚に感覚神経を送る。また、翼口蓋神経節からの副交感性節前線維 (en) を涙腺神経 (en) へと運び、最終的に涙腺の神経支配を行う。この副交感神経繊維は顔面神経からのものである。

## 追加画像

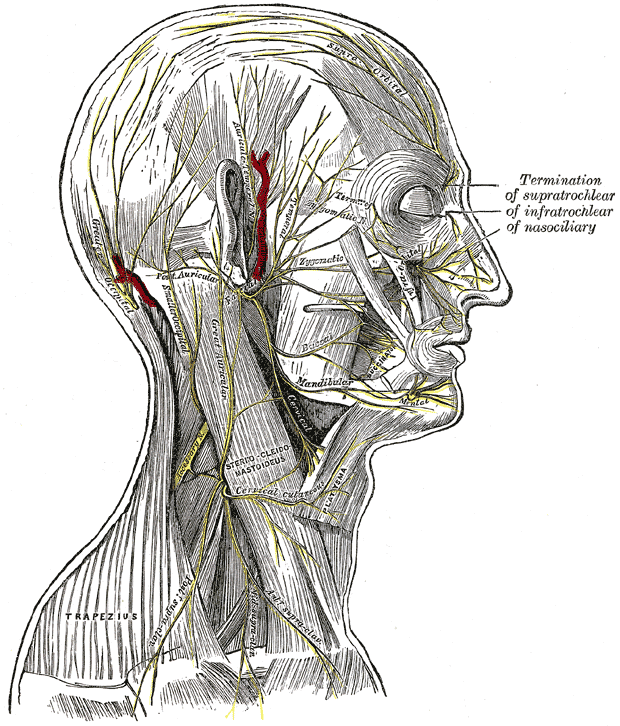
The nerves of the scalp, face, and side of neck.